# بیسنته آلکساندره
بیسنته آلکساندره (انگلیسی:Vicente Aleixandre) (زاده ۲۶ آوریل ۱۸۹۸ - درگذشته ۱۴ دسامبر ۱۹۸۴)، شاعر برجسته متولد کشور اسپانیا و برنده جایزه نوبل ادبیات سال ۱۹۷۷ و یکی از شاعران نسل ۲۷ اسپانیا است.
وی دوران کودکیش را در مالاگا گذراند و از سال ۱۹۰۹ میلادی ساکن مادرید شد.
بیسنته آلکساندره در ۱۴ دسامبر ۱۹۸۴ در سن ۸۶ سالگی و در مادرید اسپانیا چشم از جهان فروبست.